# Georg Krutelev
Georg Krutelev (Terijoki, 1928. október 13. – Helsinki, 2008. szeptember 16.) finn nemzetközi labdarúgó-játékvezető.

## Pályafutása

### Nemzeti játékvezetés
Ellenőreinek, sportvezetőinek javaslatára lett az I. Liga játékvezetője. Az aktív nemzeti játékvezetéstől 1978-ban vonult vissza. Bajnoki labdarúgó mérkőzéseinek száma: 76.
Hazájában élvonalbeli játékvezető volt kosárlabdában és kézilabdában is. Kézilabda mérkőzéseinek száma: 206.

### Nemzetközi játékvezetés
A Finn labdarúgó-szövetség Játékvezető Bizottsága (JB) terjesztette fel nemzetközi játékvezetőnek, a Nemzetközi Labdarúgó-szövetség (FIFA) 1970-től tartotta nyilván bírói keretében. Több nemzetek közötti válogatott és klubmérkőzést vezetett, vagy működő társának partbíróként segített. Az aktív nemzetközi játékvezetéstől 1978-ban búcsúzott. Válogatott mérkőzéseinek száma: 2.

#### Északi Kupa
| Időpont              | Helyszín                  | Mérkőzés típusa | Mérkőzés       | Eredmény |
| -------------------- | ------------------------- | --------------- | -------------- | -------- |
| 1973. szeptember 23. | Városi Stadion, Trondheim | csoportmérkőzés | Norvégia–Dánia | 0 : 1    |

## Sportvezetőként
A Finn Labdarúgó-szövetség tevékenységének egyik atyja. Aktív pályafutását befejezve a FIFA/UEFA ellenőre volt.

## Szakmai sikerek
2010-ben a Finn Labdarúgó-szövetség dicsőségfalára vésték a nevét.

## Külső hivatkozások
- Georg Krutelev. World Referee. [2012. szeptember 14-i dátummal az eredetiből archiválva]. (Hozzáférés: 2012. október 27.)
- Georg Krutelev. footballzz.com. (Hozzáférés: 2012. október 27.)
- Georg Krutelev. eu-football.info. (Hozzáférés: 2012. október 27.)
- Georg Krutelev. hs.fi. (Hozzáférés: 2013. június 23.)[halott link]